# 吴必做
吴必做（越南语：／，1894年—1954年4月20日），也譯作吳必素，是一位越南现代作家。笔名禄河、博之、村民、口铁儿、处素、禄亭、蜀鸟、慧人、澹轩、说海、希慈、春潮。

## 生平
吴必做出身贫寒，1894年在北宁省慈山府禄河社（今河内市东英县梅林社）出生。八月革命前，吴必做从事过如教书、抓药、办报、文学创作等许多工作。曾在《安南杂志》、《东法时报》、《普通》、《东方》、《公民》、《海防周报》、《河内新文》、《实业报》、《未来》、《时务》、《蜜蜂》、《越女》、《礼拜二小说》等报刊工作过。
八月革命时，吴必做参加了禄河社解放委员会。1946年加入文化救国会并上越北战区参加抗法战争，任越北文艺分会会长，在第12区通讯员工作，给《第12区救国报》、《第12区通讯报》)、《文艺杂志》和《中央救国报》等报刊撰写文章。1948年加入印度支那共产党。吴必做在1948年第一次全国文艺大会上当选越南文艺协会执委会委员。他对汉文颇为精通。除写新闻报道、杂文、小说外，还撰写文艺批论和从事翻译与哲学研究。他译的《唐诗》为越南最好的译本。他的描写农村生活习俗的作品被认为是研究越南农村的重要资料。
1954年4月20日在北江省安世县逝世。

## 作品
吴必做写有《吴越春秋》(1929)、《黄花岗》(1929)、《诗与情》(1940)、《唐诗》(1940)、《皇黎一统志》(1942)、《经易》(1953)等译著、历史小说《咸王怀疑京城失守》(1935)、长篇小说《熄灯》(1939)、《草棚竹榻》(1952)、非虚构作品《乡事》(1941)、《诗文评注》(1941)、《李朝文学》第一集(1942)、《陈朝文学》第二集(1942)、《老子》译本（1942）、《墨子》译本(1942)、翻译小说《铁流》(1946)、《血缘》(1946)、《尹青春》(1946)、剧本《女战士裴氏朴》(1951)等。